# ヨウ化バリウム
ヨウ化バリウム（ヨウかバリウム、英barium iodide）はバリウムのヨウ化物で、化学式BaI2で表される無機化合物。常温では二水和物として存在し、高温では一水和物、低温では数種の多水和物が得られる。完全に無水にするには539℃まで加熱する必要があるが、170℃から分解が始まる。二水和物は吸湿性があり、空気中の水分により分解し、赤褐色になる。

## 製法
炭酸バリウム、水酸化バリウムや硫化バリウムなどのバリウム化合物とヨウ化水素酸との反応、またはバリウム化合物とヨウ素とを反応・還元させることにより得られる。

## 法規制
日本では毒物及び劇物取締法および毒物及び劇物指定令によりバリウム化合物として劇物に指定されている。他に、バリウム化合物として大気汚染防止法の、バリウムの水溶性化合物としてPRTR法の規制を受ける。